# بئر عيسى (الرقة)
بئر عيسى قرية سورية تتبع ناحية عين عيسى في منطقة تل أبيض في محافظة الرقة. بلغ عدد سكانها 2030 نسمة في عام 2004 حسب إحصاء المكتب المركزي للإحصاء.